# Jaume Llecha i Sans
Jaume Llecha i Sans (Montblanc, 12 de febrer del 1916 – Barcelona, 27 d'octubre del 1970) fou un violinista guardonat amb el premi Manén (1950) i Premi extraordinari de violí del Conservatori Superior de Música de Barcelona (1951).
Estudià a l'Escola Municipal de Música de Barcelona, amb els professors Morera, Viscasillas i Joan Massià. Donà el seu primer concert el 7 d'abril de 1934. Després del parèntesi de la guerra civil espanyola, reaparegué a les sales de concerts i actuà amb l'Orquestra Municipal de Barcelona, l'Orquestra de Cambra i l'Orquestra del Gran Teatre del Liceu.
Va morir el 27 d'octubre de 1970 després de combatre durant quatre anys una greu malaltia.